# Salon Ullrich
Salon Ullrich bio je prva privatna galerija u Zagrebu i Hrvatskoj, otvorena 1909. godine. Salon Ullrich osnovao je Antun Ulrich, staklar, hrvatski galerist i skupljač umjetnina. Prerastao je iz trgovine staklarskom robom i radionice za uokvirivanje slika 1896. u Ilici 54, a kasnije je premješten u Ilicu 40.

## Povijest
Prva izložba hrvatskih umjetnika organizirana je potkraj 1909. godine. Među izlagačima su bili već priznati umjetnici Bela Čikoš Sesija, Menci Klement Crnčić, Tomislav Krizman i drugi, kao i studenti zagrebačke akademije poput Ljube Babića, Hinka Juhna i Maksimilijana Vanke. U Salonu je 1916. godine održana prva izložba Hrvatskog proljetnog salona, na kojoj izlažu Ljubo Babić, Tomislav Krizman, Zlatko Šulentić (osnivači Proljetnog salona), Jerolim Miše, te kipari Hinko Juhn i Joza Turkalj.
Česti gosti i izlagači bili su slikari Aleksej Hanzen i Viktor Šipek te Sava Šumanović. Tu izlažu i afirmiraju se i hrvatske umjetnice: Nasta Rojc, Mila Wood i Jelka Struppi. Galerija je održavala veze i surađivala s umjetnicima iz drugih umjetničkih središta Kraljevine Jugoslavije.[nedostaje izvor] U razdoblju nakon 1926. u rad galerije uključuje se i Edo Ullrich, sin pokretača Antuna, koji otvara vlastiti umjetnički salon u Ilici 40. U Salon dovodi suvremene pariške autore, pa ljubitelji umjetnosti u Zagrebu mogu vidjeti radove Legera, Chagalla, Zadkinea, Picassa te Sonje i Roberta Delaneya.[nedostaje izvor] Godine 1929. održana je prva izložba grupe Zemlja, kao i slikara naivaca, Josipa Generalića i Franje Mraza 1936. godine.[nedostaje izvor]
Salon je prvu polovicu 20. stoljeća bio nezaobilazno mjesto susreta ljubitelja umjetnosti, kolekcionara i likovnih umjetnika, afirmirajući njihov rad i rad likovnih udruženja.
Danas je arhiv Salona Ullrich dio fonda Arhiva za likovne umjetnosti HAZU, doniran od obitelji 1946. i 1955. godine.